# ملودی معزی
ملودی معزی (متولد ۴ مارس ۱۹۷۹) نویسنده و وکیل مدافع ایرانی-آمریکایی است. او دربارهٔ دین، بهداشت عمومی، سیاست و فرهنگ می‌نویسد و صحبت می‌کند. او نویسنده نسخه مولوی: چگونه یک شاعر عارف باستان زندگی شیدایی و هالدول و سنبل های مدرن من را تغییر داد : زندگی دو قطبی و جنگ با خطا: داستان‌های واقعی مسلمانان آمریکا است. معزی یک کارشناس جهانی سازمان ملل متحد است و قبلاً مدیر اجرایی غیرانتفاعی بین مذهبی ۱۰۰ نفر با ایمان مستقر در آتلانتا است.
معزی برای نیویورک تایمز، واشینگتن پست، سی ان ان، پارابولا، هافینگتون پست، NPR و مجله خانم و غیره نوشت. او ستون نویس مجله کوتاه مدت دختر مسلمان بود. معزی صریحاً در مورد اختلال دو قطبی صحبت می‌کند و یک ستون نویس و وبلاگ نویس منظم برای مجله Bipolar است.
معزی در چندین برنامه تلویزیونی و رادیویی از جمله CNN , NPR , BBC , PRI و Air America حضور داشته‌است. او گروه فعال هوپینگ برای صلح را تأسیس کرد. معزی مدرکی از دانشگاه وسلیان، دانشکده حقوق دانشگاه اموری و دانشکده بهداشت عمومی اموری رولینز دارد.

## آثار

### کتابها
- نسخه مولوی: چگونه یک شاعر عارف باستان زندگی شیدایی مدرن من را تغییر داد، TarcherPerigee (2020).
- Haldol and Hyacinths: A Bipolar Life ، انتشارات آوری (۲۰۱۳).
- جنگ علیه خطا: داستانهای واقعی مسلمانان آمریکایی ، انتشارات دانشگاه آرکانزاس (۲۰۰۷).

## جوایز
- ۲۰۰۷ برنده جایزه بهترین نویسنده سال جورجیا (GAYA) برای غیر داستانی خلاق (مقاله) برای جنگ با خطا[۱۲][۱۳]
- ۲۰۰۸ جایزه کتاب گوستاووس مایرز با افتخار برای جنگ علیه خطا[۱۴]

## برای مطالعهٔ بیشتر
- Moezzi, Melody. "A Persian in Therapy". The New York Times. Retrieved 24 March 2018.
- Zinkerman, Alexis. "Author Melody Moezzi Talks About Mental Health And Muslims". International Bipolar Foundation. Archived from the original on 25 March 2018. Retrieved 24 March 2018.